# Vier-Farben-System
Das Vier-Farben-System (4-color system) in der Hauswirtschaft und Reinigung ordnet den vier Farben Rot, Gelb, Grün und Blau unterschiedliche Verwendungsbereiche (Sanitärbereich, Küche etc.) zu. Dadurch soll die Keimübertragung verhindert und hygienische Standards eingehalten werden.

## Zuordnung
Farbdeutungen bzw. Bereiche:
- Rot: Urinal, WC und Fliesen im direkt umgebenden Bereich
- Gelb: restlicher Sanitärbereich
- Grün: Küche und besondere Bereiche (z. B. Operationssäle)
- Blau: Einrichtungsgegenstände, wie Schränke, Tische, Türen, Heizkörper etc.

## Anwendungsbereiche
Das Vier-Farb-System findet z. B. Anwendung in der Färbung von Tüchern, Wischbezügen oder Eimern.